# Famille de Chissé
La famille de Chissé (Chissey ou Chissay) est une famille seigneuriale originaire du Faucigny. La filiation présumée remonterait à la fin du XIIe siècle, avant qu'elle ne s'éteigne dans les mâles au XIXe siècle. L'érudit Amédée de Foras considère qu'après la maison de Faucigny, elle est « la plus illustre de cette contrée »,.

## Patronyme
Le nom de cette famille prend plusieurs formes au cours de la période médiévale avant de se figer sous la forme Chissé. Gustave de Rivoire de La Bâtie, pour l'Armorial de Dauphiné (1867), retient les formes Chisse, Chissey ou encore Chissay. Amédée de Foras, dans la notice consacrée à la famille de son Armorial et nobiliaire de l'ancien Duché de Savoie  (1878), relève au cours des périodes les formes de Chissiaco, de Chessiaco, de Cheyssie, de Chesie, de Chessie, de Chissier, de Chissy, de Chessyer, de Chysiaco.

## Héraldique
| Armes de Chissé | Les armes de la famille de Chissé se blasonnent ainsi : Parti d'or et de gueules, au lion de sable, armé, villené et lampassé de gueules, brochant sur le tout,. Foras indique que selon Samuel Guichenon le lion serait armé et lampassé d'argent. Devise : toujours,. |

## Histoire

### Origines
La famille est originaire de la terre de Chissé, située à l'ouest du bourg de Sallanches, dans la vallée de l'Arve, en Haut-Faucigny. Selon Lucien Guy, la famille semble avoir eu pour berceau une tour dite de Chissé, au lieu-dit de Saint-Anne, au-dessus de Sallanches. La première mention de cette tour date de 1246.
Les premiers porteurs du nom de Chissé sont mentionnés vers la fin du XIIe siècle. Le premier membre connu est Jordan de Chissé, mentionné dans des actes de 1188 et 1199. La filiation est présumée depuis ce personnage. Toutefois, Paul Guichonnet (1985), à la suite des travaux de Foras (1878), souligne que « Leur généalogie est très confuse à démêler »
L'auteur de l'Armorial de Savoie (1878), maintenu par Guichonnet (1985), considère qu'il existe trois branches principales, :
- celle de Servoz, éteinte dans le dernier tiers du XVIe siècle ;
- celle de Fillinges qui disparaît au début du XVIIe siècle ;
- celle de Polinge/Pollinge et Challant.

Gustave Chaix d'Est-Ange (1911) retient pour sa part trois branches issues des fils d'Henri de Chissé (mentionnée en 1370), chevalier et damoiseau :
- Raymond de Chissé, issu d'un premier lit, auteur de la branche aînée installée en Savoie ;
- Rolet de Chissé, chevalier, né du second, probable auteur des seigneurs de La Marcousse et des Jaillets, en Dauphiné ;
- Humbert de Chissé, chevalier, frère du précédent, probable auteurs des seigneurs de Servoz et de Sainte-Hélène ;
  - ce dernier a un enfant naturel, Pierre, dit bâtard de Chissé, qui pourrait être, selon certains auteurs, auteur de la branche des seigneurs de Fillinge[7].

### Branche savoyarde
Raymond de Chissé, chevalier, épouse Babelle de Polinge, qui lui apporte la seigneurie en dot,, vers 1390.
En 1448, Jean II de Chissé, fils du précédent, épouse Jeannette, fille de Rollet de Thoire et de Péronne Dardel, qui fait de leurs deux fils les héritiers de sa part de la seigneurie de La Bâtie-Dardel,. Les descendants de l'un d'eux, André, garde la seigneurie jusqu'au XVIIe siècle, avant de passer à la famille Constantin de Moussy.
Les membres de la branche de Polinge occupent de hautes fonctions à la Cour de Savoie.
En 1679, Louis de Chissé de Polinge achète le château de l'Échelle qui passe à sa fille puis la famille de son époux. En 1858, Jean-Georges de Chissé de Pollinge le rachète,.
Leurs descendants gardent le château de Polinge jusqu'en 1830.

### Apogée (XIVeauXVesiècle)
L'implantation de la famille semble aussi importante en Savoie qu'en Dauphiné. La branche dauphinoise fait partie de l'entourage des Dauphins de Viennois, ce qui permet à ses membres d'accéder au siège épiscopal de Grenoble. Ainsi, quatre d'entre-eux se succèdent sur le trône grenoblois de 1337 à 1450, avec un intermédiaire entre 1380 et 1388, où un cousin, François de Conzié, monte sur le trône,. Tant l'évêque Rodolphe que ses successeurs, son cousin de Conzié et Aimon de Chissé, sont des proches de Robert de Genève, antipape sous le nom Clément VII. Les liens des Chissé avec les Genève s'expliquent principalement par leur berceau territorial en Faucigny. Par ailleurs, ces évêques, notamment Aymon de Chissé le Jeune, se retrouvent aussi dans l'entourage des comtes, puis du duc de Savoie, Amédée VIII.
Une branche des Chissé obtient le 9 février 1442, par le mariage de François de Chissé et Eynarde de la Balme, veuve d'Humbert Alleman et héritière de la seigneurie que la famille va conserver jusqu'en 1694. François de Chissé est le neveu de l'évêque Aymon de Chissé le Jeune, auprès duquel il est le décimateur épiscopal. Son alliance lui permet d'obtenir la charge de châtelain de Châteauneuf-de-l’Albenc. Ses descendants font principalement des carrières militaires, à l'exception de quelques religieux.
L'historienne Diane Carron observe que « L'implantation nouvelle des Chissé [en Dauphiné] est donc passée par l’union avec la petite noblesse local ». Pierre de Chissé épouse le 11 septembre 1549 Louise/Loyse de Baronnat, fille du seigneur de Poleymieux, en Lyonnais, et de Poliénas, Claude de Baronnat,. Leur fils, Michel, épouse Clauda/Claudine de Monteynard, la fille du seigneur de Marcieu en Lyonnais. Leur fils, Joachim, s'unit à Diane de Lestang,. Clauda de Monteynard et son fils obtiennent, vers 1590, une part de la terre de Poliénas.
Vers 1630, la seigneurie et le mandement de Veurey (Dauphiné) est vendue par Antoine de Chaulnes à noble Joachim de Chissé, seigneur de Saint-Quentin. La terre retourne aux Chaulnes avant 1673.

### Disparition
La branche dauphinoise disparait au XVIIe siècle, le dernier des cinq frères, tous officiers et sans postérité, s'éteint en 1680. Leur sœur, Maguerite de Chissé, épouse Claude de Chaulnes, conseiller au Parlement du Dauphiné et président du bureau des finances, ils ont un fils Paul, futur évêque de Grenoble (1721-1725).
François de Chissé, né en 1832, meurt en 1879, avec lui disparaît la branche aînée. Son cousin, Jean-Georges de Chissé de Pollinge, meurt, également sans postérité mâle, en 1890.

## Titres et fiefs
Les membres de la famille de Chissé ont pu être, :
- Genevois / Faucigny : seigneurs de Chissé, de Polinge/Pollinge (Reignier-Ésery), Corbières, La Bâtie (1448, Arthaz-Pont-Notre-Dame), de Fillinge, des Jaillets, de Servoz, etc.
- Savoie : seigneurs de Sainte-Hélène-du-Lac, etc.
- Dauphiné : barons de La Marcousse (Poliénas), Veurey, etc.
- Val d'Aoste : comte de Chalant, par mariage (1462).

## Possessions
- Tour de Chissé (Sallanches, Faucigny) ;
- Tour de Chissé (La Roche-sur-Foron, Genevois), vers la fin du XIIIe siècle[5] ;
- Château de Saint-Michel-du-Lac, (Servoz, Faucigny) (1355-?)[17] ;
- château de Polinge/Pollinge, (Reignier-Ésery, Genevois), vers 1390 jusqu'en 1830[5] ;
- La Bâtie-Dardel (Arthaz-Pont-Notre-Dame, Genevois), 1448[6] ;
- maison forte de La Marcousse, acquise par mariage vers 1442 jusqu'en 1694 (Poliénas, Dauphiné)[15] ;
- château de l'Échelle (La Roche-sur-Foron), 1679[10], puis à nouveau au milieu du XIXe siècle, où la maison forte est remplacée par le manoir actuel[18].

## Personnalités

### Seigneurs et officiers médiévaux
Quelques membres au service des dauphins, puis des princes de Savoie :
- Ennemon de Chissé, conseillé delphinal, administrateur du Dauphiné pour Humbert II de Viennois en son absence[1],[3] ;
- Jean II de Chissé, seigneur de Polinge et des Corbières, jurisconsulte et conseiller d'état ducal[19],[3],[6]. ⚭ Jeannette de Thoire/Thoyre dont deux fils[3],[6] ;
- Pierre de Chissé (début du XVIe siècle), petit-fils du précédent, comte, seigneur de Polinge, des Corbières et de  La Bâtie-Dardel, grand bailli du duché d'Aoste, gouverneur de Chivasso (piémont), chambellan du roi Charles VIII[20]. ⚭ (1462) Catherine de Challant, comtesse de Challant, veuve de Jean de Challant, comte de Fénis ;
- Henri de Chissé, écuyer et conseiller ducal, frère du précédent. ⚭ Louise de Challant, fille unique de Jean de Challant, comte de Fénis, et Catherine de Challant[6].
- Guillemette de Chissé, dame d'honneur de la comtesse Anne de Lusignan[21] ;

Les autres officiers :
- châtelains de Sallanches (Faucigny) : Jacob de Chissé (1437-1450) et deux de ses lieutenants Guichard de Chissé (1437-1438), Petromand de Chissé (1441-1444) ;
- châtelains de Châteauneuf-de-l’Albenc (L'Albenc, Dauphiné) : François de Chissé auquel succèdent ses deux fils, puis l'un de ses petits-fils[15].

### Religieux
Plusieurs membres ont occupé des prélatures majeures,,
- Jean de Chissé († 1350), évêque de Grenoble (1337-1350) ;
- Rodolphe de Chissé († 1385), neveu du précédent[22], évêque de Grenoble (1350-1380), archevêque de Tarentaise (1380-1385) où il meurt assassiné[23] ;
- Aymon de Chissé († 1428), cousin du précédent[12], évêque de Grenoble (1388-1427), sous le nom d'Aymon Ier, puis évêque de Nice (1427), sous le nom d'Aymon II ;
- Aymon de Chissé († 1450), évêque de Nice (1422-1427), sous le nom d'Aymon Ier évêque de Grenoble (1427-1450), sous le nom d'Aymon II ;
- François de Conzié, évêque de Grenoble (1380-1388), archevêque d'Arles (1388-1390) puis archevêque de Toulouse (1390-1391), archevêque de Narbonne (1391), Patriarche de Constantinople (en 1430), vicaire général du diocèse d’Avignon et Camérier de Clément VII, est un parent de la famille.

- Doyens de Saint-André : Aynard de Chissé (1428 ?) ; Aynard de Chissé (1439)[24].
- Guichard de Chissé, prieur de Corenc (1407), fait chapelain d'honneur par l'antipape Benoît XIII[25].

## Alliances
Des membres de la famille se sont alliés avec les familles de la petite, puis de la haute noblesse régionales,,, : Monteynard (de), Baronnat (de), Chaulnes (de), Lestang (de), la Croix de Chevrières (de), Menthon (de), Bardonnenche (de) en 1370, Breul (du), Diesbach (de), Viry (de), Charrost-Borré de la Chavanne en 1846, Beaumont (de), Saint-Quentin (de), Bérenger du Gua (de) en 1497, Bellegarde (de), Capré de Megève en 1682, Challant (de) en 1462, Buttet (de), Noyel de Bellegarde, etc.

## Pour approfondir

#### Armoriaux et dictionnaires
- Gustave Chaix d'Est-Ange, Dictionnaire des familles françaises anciennes ou notables à la fin du XIXe siècle — t.X. Cha-Chu., Évreux, impr. de C. Hérissey, 1911 (lire en ligne), pp. 354-355, « Chissé (de) ». .
- Amédée de Foras, continué par François-Clément de Mareschal de Luciane, Armorial et Nobiliaire de l'Ancien Duché de Savoie (vol.2), vol. 5, Grenoble, Allier Frères, 1878 (lire en ligne), pp. 42-60. .
- Gustave de Rivoire de La Bâtie, Armorial de Dauphiné contenant les armoiries figurées de toutes les familles nobles et notables de cette province, accompagnées de notices généalogiques complétant les nobiliaires de Chorier et de Guy Allard, Lyon, Imprimerie Louis Perrin (réimpr. 1969 (Allier - Grenoble)) (1re éd. 1867), 821 p. (lire en ligne), p. 150, « Chisse, Chissey ou Chissay ».

#### Ouvrages et articles dédiés
- « Chissé dans les numéros du Bulletin de l'Académie delphinale (1846-1947 ) », sur le site gallica.bnf.fr (consulté le mai)
- Guy Allard, Histoire généalogique des familles de La Croix de Chevrières, de Portier, d'Arzac, de Chissé, de Sayve et de Rouvroy (et de Lattier), Grenoble, L. Gilibert, 1678, 126 pages.
- Charles Buet, « La maison de Chissé (2 parties) », Revue savoisienne,‎ 1888, 1889, p. 283, 334 (1/2) et 6-10 (2/2)
- Ulysse Chevalier, Visites pastorales et ordinations des évêques de Grenoble de la maison de Chissé (XIVe – XVe siècle), Lyon, Brun, 1874, 184 p. (lire en ligne).
- Pierrette Paravy, De la chrétienté romaine à la Réforme en Dauphiné : Évêques, fidèles et déviants (vers 1340-vers 1530), Rome, Publications de l'École française de Rome, 1993, 1584 p. (ISBN 2-7283-0296-0, lire en ligne). .